# Przełęcz Wielkie Drogi
Wielkie Drogi – przełęcz w Beskidzie Wyspowym, znajdująca się na wysokości 565 m n.p.m., pomiędzy Wierzbanowską Górą (770 m), a niewybitnym szczytem Szklarnia (586 m) – blisko tego ostatniego. Przez przełęcz biegnie droga wojewódzka nr 964. Południowo-wschodnie zbocza pod przełęczą opadają do wsi Kasina Wielka, po przeciwnej stronie do wsi Wierzbanowa i Przenosza. W rejonie przełęczy i od strony Kasiny Wielkiej las dochodzi do samej drogi, ograniczając widoki, od północnej strony pola uprawne odsłaniają widoki. Szczególnie dobrze widać stąd pobliski Ciecień, Pieninki Skrzydlańskie i leżącą w kotlinie Skrzydlną. Na dalszym planie widoczna jest Kostrza, Kamionna i zarys Pasma Łososińskiego. Na przełęczy skrzyżowanie szlaków turystycznych.
Przez Wielkie Drogi biegnie granica między wsiami Wola Skrzydlańska (po północnej stronie) i Kasina Wielka (po południowej stronie) w powiecie limanowskkim, województwie małopolskim.

## Piesze szlaki turystyczne
czerwony: Przełęcz Wielkie Drogi – Szklarnia – Dzielec – Kasina Wielka. Czas przejścia: 1 h (z powrotem 1 h), odległość 3,4 km, suma podejść 110 m,
 czerwony: przełęcz Wielkie Drogi – Wierzbanowska Góra – Przełęcz Jaworzyce – Pasmo Lubomira i Łysiny – Myślenice. Czas przejścia: 6 h (z powrotem 7:15 godz.), odległość 22 km, suma podejść 740 m (z powrotem 860 m),
 niebieski: przełęcz Wielkie Drogi – Ciecień – Grodzisko – Poznachowice Górne. Czas przejścia: 4:15 h (z powrotem 4:40 h), odległość 14,4 km, suma podejść 410 m.

## Przypisy

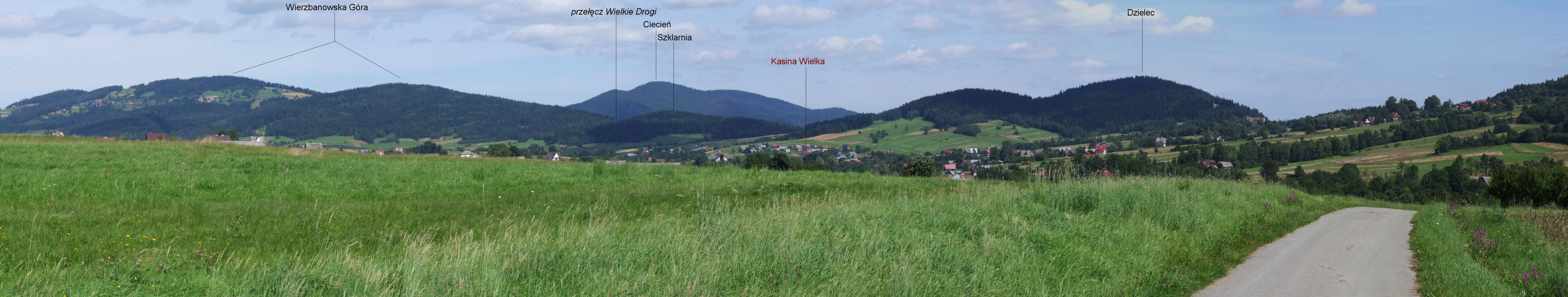
Panorama z Kasiny Wielkiej
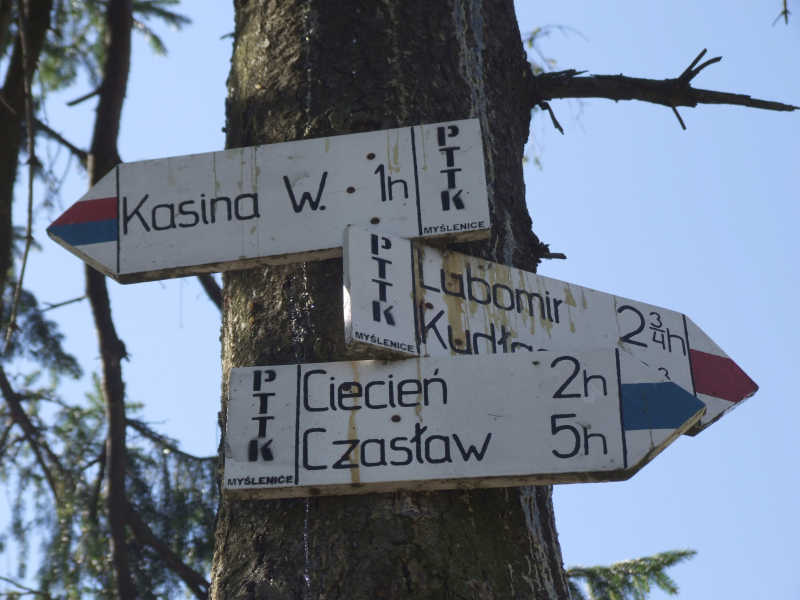
Węzeł szlaków na przełęczy